# LaRoy
Pour plus de détails, voir Fiche technique et Distribution.
LaRoy (LaRoy, Texas) est une comédie policière franco-américaine écrite et réalisée par Shane Atkinson, sortie en 2023,.

## Synopsis
Quand Ray, un homme timide sans ambitions et désespéré par l'infidélité de sa femme, tente de se suicider, un inconnu le confond avec un tueur à gages et lui donne une certaine somme d'argent.

## Fiche technique
Sauf indication contraire, les informations mentionnées dans cette section peuvent être confirmées par les bases de données cinématographiques IMDb et Allociné,  présentes dans la section « Liens externes ».
- Titre original : LaRoy, Texas
- Titre francophone : LaRoy
- Réalisation et scénario : Shane Atkinson
- Musique : Rim Laurens, Clément Peiffer et Delphine Malaussena
- Costumes : Greg LaVoi
- Photographie : Mingjue Hu
- Son : Sean Solowiej
- Montage : Sebastian Mialik
- Production : Sébastien Aubert, Jeremie Guiraud, John Magaro, Elly Senger-Weiss et Caddy Vanasirikul
  - Production déléguée : Lauren Case, Anders Erdén, Sentwali Holder, Ali Jazayeri, Ian Simon, Charles Stiefel, Daneen Stiefel, Danny Tanchauco, Blair Ward, Shannon D. Ward et Viviana Zarragoitia
  - Production associée : Saumil Chheda, Tony Gemignani, Leslie Jacob, Harald Neumann, Nhan Nguyen et Stephan Nicolay
- Sociétés de production : The Exchange, Adastra Films
- Société de distribution : ARP Sélection (France)
- Budget : 2 millions de dollars
- Pays de production :  États-Unis,  France
- Langue originale : anglais
- Format : couleur
- Genre : comédie policière
- Durée : 112 minutes
- Dates de sortie :
  - États-Unis : 8 juin 2023 (Tribeca), 12 avril 2024 (sortie nationale)
  - France : 17 avril 2024 (sortie nationale)

## Distribution
- John Magaro : Ray Jepson
- Steve Zahn : Skip
- Dylan Baker : Harry
- Megan Stevenson (en) : Stacy-Lynn, l'épouse de Ray
- Matthew Del Negro : Junior, le frère de Ray
- Emily Pendergast : Kayla, l'épouse de Junior
- Galadriel Stineman : Angie
- Brannon Cross : Brian Tiller
- Brad Leland (en) : Adam Ledoux
- Darcy Shean : Midge Ledoux
- Vic Browder : James Barlow
- Bob Clendenin (en) : Ben Finney
- Alex Knight : l'agent Stevens
- Alen Kolenovic : l'agent Potter

## Production

### Tournage
Le tournage a lieu au Nouveau-Mexique, pendant 22 jours, pour un budget de 2 millions de dollars. Une partie de la post-production a lieu en France, aux studios Bastide Rouge de Cannes.

## Sortie
Le film remporte à la fois le Grand Prix du Jury, jury présidé par l’acteur et réalisateur français Guillaume Canet, le Prix de la Critique et le Prix du Public lors du Festival du cinéma américain de Deauville 2023. Dans l’histoire du Festival du cinéma américain de Deauville, seul Bull en 2019, avait été récompensé de ces 3 prix en même temps.

« Ce film est assez admirable. Quand on voit la maîtrise, l'écriture, la mise en scène, la direction d'acteur, c'était évident que ce film méritait un Grand Prix »

— Guillaume Canet.
Après un passage au festival de Deauville, le film trouve son distributeur, ARP Sélection, et sort en avril 2024.

### Accueil critique
Sur le site agrégateur de critiques Rotten Tomatoes, le film obtient un score de 100 % d’avis positifs, sur la base de 42 critiques collectées et une note moyenne de 7,1/10 ; le consensus du site indique : « Distinguée par une écriture incisive et un casting talentueux, LaRoy, Texas est une friandise néo-noir généralement satisfaisante pour les fans de thrillers criminels. ».
En France, le site Allociné propose une moyenne de 3,5⁄5, d'après l'interprétation de 21 critiques de presse.

### Box-office
| Pays ou région | Box-office     | Date d'arrêt du box-office | Nombre de semaines |
| -------------- | -------------- | -------------------------- | ------------------ |
| France         | 67 507 entrées | 19 juin 2024               | 9                  |

## Distinctions

### Récompenses
- Festival du cinéma américain de Deauville 2023 :
  - Grand prix
  - Prix de la critique
  - Prix du public[11]
- Gasparilla International Film Festival 2024 :
  - Meilleur film pour Shane Atkinson
  - Meilleur acteur pour John Magaro[12]

### Sélections
- Reims Polar 2024 : hors compétition
- Festival international du film de Vienne 2023[13]